# Black Star Riders
Black Star Riders — рок-группа, созданная в декабре 2012 года участниками гастролировавшего состава Thin Lizzy. Это произошло, когда группа решила записывать новый материал, но не выпускать его под именем Thin Lizzy. Группа существует на постоянной основе, при этом она периодически собирается как Thin Lizzy и исполняет их песни на концертах.

## История
В мае 2010 года Скотт Горэм объявил финальный состав Thin Lizzy, начавшей вторую, концертную, жизнь в 1996 году, десять лет спустя после смерти основателя и вокалиста группы Фила Лайнотта. В него вошли первый барабанщик группы Брайан Дауни, долгое время игравший с Lizzy клавишник Даррен Уортон, бас-гитарист Марко Мендоса и вокалист Рики Уорвик. Роль второго гитариста последовательно переходила к Вивиану Кэмпбеллу, Ричарду Фортусу и, наконец, к Дэймону Джонсону, пришедшему в группу в августе 2011 года. На протяжении 2011 и 2012 годов группа активно давала выступления и сочиняла материал для нового альбома Thin Lizzy. В июне 2012 года были записаны первые демо.
В октябре 2012 года было объявлено, что новый альбом не будет выпущен под именем Thin Lizzy; для новых песен будет выбрано новое название группы. По словам Горэма, это будет «уважительно по отношению к Лайнотту и к наследию, которое он создал», хотя новый материал будет включать и классический Lizzy-саунд. Также он сказал, что это решение было принято им и Дауни при поддержке остальных участников группы и что наследие Thin Lizzy (контролирующееся вдовой Лайнотта Кэролин) также чувствовало себя некомфортно при известии о новых студийных записях Lizzy. Уорвик признал, что значительная часть фанатов Thin Lizzy была против идеи нового альбома без Лайнотта, да и он сам, как фанат, понимает и принимает такую позицию.
В 2014 году коллектив выступил на Wacken Open Air; в 2017 - на Sweden Rock и Nova Rock.
Альбом Heavy Fire 2017 года возглавил британский чарт «Рок- и инди-альбомов». Allmusic в своей рецензии к Heavy Fire написал, что, имея за плечами три студийных альбома, Black Star Riders, начинавшие в качестве продолжения эпохи пост-Лайнотта, исполняют мощный мелодичный классический рок, сумев «охватить прошлое и при этом не растеряв себя в нём».
В 2018 году группа гастролирует вместе с Judas Priest и Saxon.

## Дискография
| Студийные альбомы - 2013 — All Hell Breaks Loose - 2015 — The Killer Instinct - 2017 — Heavy Fire - 2019 — Another State of Grace - 2023 — Wrong Side of Paradise — TBA | Синглы - 2013 — «Hey Judas» - 2013 — «Bound For Glory» - 2013 — «Kingdom of the Lost» - 2015 — «The Killer Instinct» - 2015 — «Finest Hour» - 2015 — «Charlie, I Gotta Go» - 2015 — «Soldierstown» - 2016 — «When the Night Comes In» - 2017 — «Testify or Say Goodbye» - 2017 — «Heavy Fire» - 2017 — «Dancing with the Wrong Girl» - 2019 — «Another State of Grace» - 2020 — «Candidate for Heartbreak» |

## Участники группы
- Рики Уорвик — вокал, акустическая гитара, гитара
- Скотт Горэм — лид-гитара
- Кристиан Мартуччи — лид-гитара
- Робби Крэйн — бас-гитара
- Чад Сзелига — ударные